# Оњо
Оњо је насеље у Италији у округу Ђенова, региону Лигурија.
Према процени из 2011. у насељу је живело 105 становника. Насеље се налази на надморској висини од 422 м.